# Meszolóngi
Meszolóngi (görögül Μεσολόγγι [mɛsɔˈlɔŋgʲi], más átírásban Messolongi, Messolonghi, Missolonghi, Missolunghi, Mesolongion) egy város Nyugat-Görögországban, Etólakarnania megyében. Kb. 13 500 lakosa van és ez a város a megye székhelye. Ez a község 2010-ben egyesült a szomszédos Etoliko és Iniades községekkel és ezáltal jelentősen megnagyobbodott. Ma három körzetre és 19 helységre tagolt. Mesolongit vélhetően a 16. század elején alapították és az 1820-as görög forradalom alatt lett ismert. A város máig az Oszmán Birodalom elleni görög ellenállás szimbólumának számít. 1937 óta II. György király egy rendelete szerint, történelmi jelentősége alapján használhatja a lera Poli (Ιερά Πόλη ‚Szent Város‘) megtisztelő címet.

## Földrajz, geológia és klíma

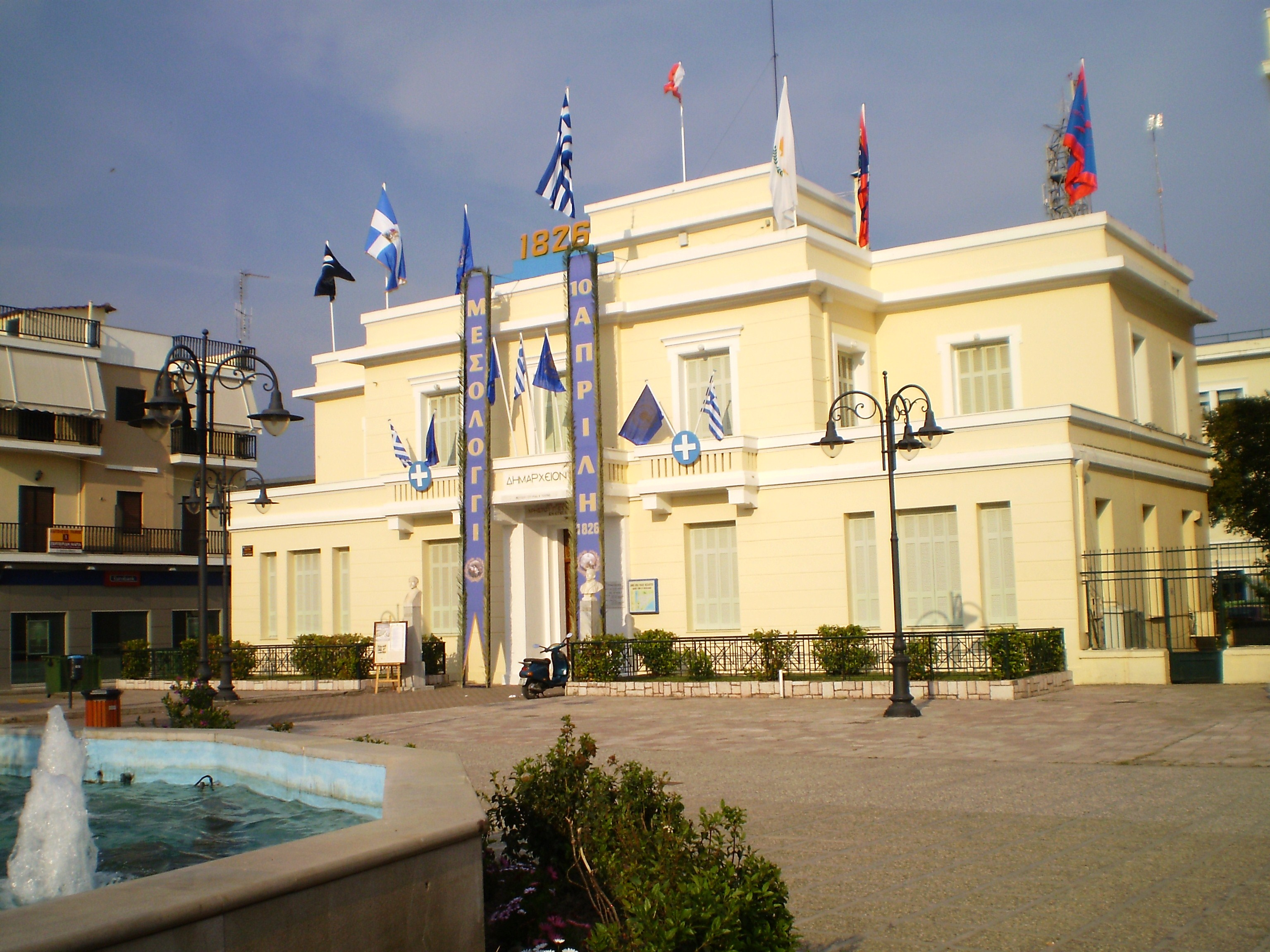
Meszolóngi városháza

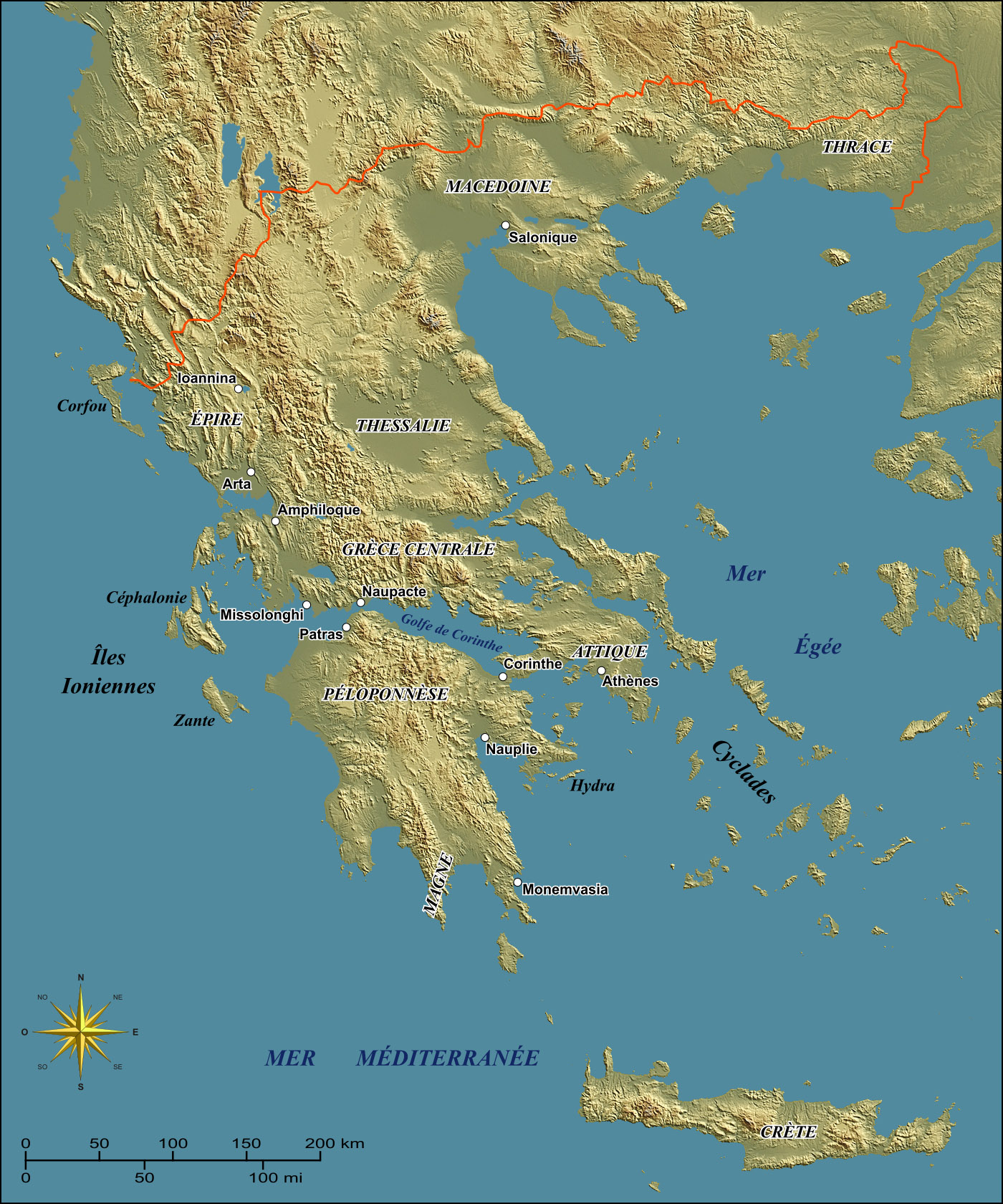
Hol is van Meszolóngi?

Meszolóngi a Pátra-öbölben található, azon a síkságon, amelyet az évszázadok során természetes hordaléklerakódások hoztak létre az Acheloos és az Evinos folyók találkozásánál. A város eredetileg három lagúnaszigetre épült, amelyek mára az iszaposodás miatt a középső görög szárazföld részévé váltak. Meszolóngi városától alig 20 kilométerre északnyugatra, a 33,5 km²-es Meszolóngi-lagúna (az ősi Kynia-tó) másik végén található szigeten fekszik Etoliko kisváros. Ennek óvárosa még ma is nagyon világos képet ad arról, hogyan nézhetett ki a kora újkori Meszolóngi. Meszolóngi önkormányzatának területe 674,13 km², s ez magába foglalja nyugaton a Prokopanistos-lagúnát és a nagy központi Meszolóngi-lagúnát, az Etoliko-lagúnát, amely messze északon benyúlik a szárazföldre, és a Klisova-lagúnát. a város délkeleti részén. Maga Meszolóngi városa a két lagúna közötti félszigeten fekszik. A Klisova-lagúna Meszolóngitól délkeleti irányban közvetlenül az Evinos folyó torkolatáig terjed, amely Meszolóngi település délkeleti határát jelenti, és Nafpaktia településsel határos. Északon  Nafpaktia határát követi Agrinio község határa, amelyet egy 819 m magas hegység alkot. Ezzel párhuzamosan az Arakynthos hegyvonulatai húzódnak, köztük van Meszolóngi település legmagasabb pontja, melynek magassága 982 méter. A település határa Etoliko körzetben folytatódik északnyugaton az Acheloos folyóig, amely – fő torkolatától délre folytatódik – néhány kilométeren a település határát alkotja az északnyugati Xiromero településig.  Xiromero határa kelet-nyugati irányban Pandalofo és Valti falvak között húzódik, amelyektől délre Iniades település magában foglalja az Acheloos torkolatát. Meszolóngi területéhez tartoznak a szigetek is, amelyek a Meszolóngi és a Klisova lagúnákat a Jón-tengertől és a Pátra-öböltől elválasztják. Nyugaton ezek közül a szigetek közül a legnagyobb Prokopanistos, a Meszolóngi-lagúnától délre pedig Tholi, Prokopanistos, Schinias és Agios Sostis szigetei találhatók. Meszolóngit északon hegyek határolják. A településhez tartozó terület déli részén a parti síkság található, melyből a tengermelléki sáv egy részét kiszárították. A település területének legnyugatibb részén, az Acheloos torkolatától délre 439 m magas hegy emelkedik. Az Acheloos torkolatának sík területétől északra a terep szintén hegyessé válik.
Meszolóngi déli irányban Agriniotól 29 km-re fekszik. A távolság Pátrától 30 km, délkeleti irányban Korinthosz 140 km, Athén kb. 200 km távolságra van. (minden adat légvonalban értendő). Északon Amfilochia és Arta 56 illetve 90 km légvonalban.

## A település keletkezése
Meszolóngi a Pátra-öböl északi partján, a síkságon található, melyet az évszázadok során az Acheloos és az Evinos folyók torkolatában a természetes áradások hoztak létre. Eredetileg a város három lagúnaszigeten épült, amelyek azonban most a közép-görög szárazföld részévé váltak az eliszaposodás miatt. Közel 20 kilométerre északnyugatra a 33,5 km² kiterjedésű Meszolóngi lagúna másik végén, egy szigeten fekszik Etoliko kisvárosa. Ennek óvárosa még ma is hűen tükrözi azt a képet, hogyan nézett ki Meszolóngi a korai újkorban.

### Előtörténet: a bizánci kor
Bár a Bizánci Birodalom a nyelv és a kultúra révén görög befolyású állam volt, a birodalmon belül a tulajdonképpeni görög magország egyre inkább egy távoli tartomány státuszába került. Az olyan egykor fontos városok elnéptelenedése és elsivatagosodása, mint Athén és Korinthosz, már az ókorban elkezdődött. A germán és szláv törzsek rablóhadjáratai hozzájárultak a régió hanyatlásához az ókor végén és a középkorban. A negyedik keresztes hadjárat eredményeként Közép-Görögország és a Peloponnészosz nyugat-európai kishercegek, az úgynevezett latinok kezére került. A de facto hatalom elsősorban a Velencei Köztársaság kezében volt, amely nagymértékben érvényesítette saját stratégiai és kereskedelmi érdekeit az Adria ezen peremterületén. A nép mindennapi életére a feudális urak egymás közötti, valamint a bizánciakkal és 1300 óta az oszmánokkal folytatott torzsalkodásai miatt az állandó bizonytalanság volt jellemző. A velenceiek példáját követve a Pátra-öböl part menti régiójának sok lakosa visszavonult a tengeri lagúna-szigetekre, mert ezek viszonylagos védelmet nyújtottak és könnyen védhetőek voltak. A legtöbb történész szerint a későbbi Meszolóngi város neve visszautal erre a helyre a tavak közepén (azaz a lagúna) – ami olaszul mezzo laghi.

### Lepantoelőtt
A 14. század közepétől az oszmánok majdnem a teljes Balkánt elfoglalták és ezáltal Görögországot a befolyásuk alá került. A török hódítások főleg a szárazföldi haderőnek voltak köszönhetőek, ütőképes és megbízható tengeri haderő fölött a törökök csak ritkán rendelkeztek. A kifejezetten tengeri hatalom Velencének sikerült az egykori bizánci területek nagy részét ellenőrzés alatt tartani, ami különösen a görög szigeteket és az Adriai-tenger partmenti területeit jelentette. Az 1571. évi Lepantoi csata biztosította a tartós velencei uralmat az Adriai-tengeren. (Lepanto görög elnevezése Nafpaktos, ami nem messze fekszik Meszolóngitól) Meszolóngi első említése Paolo Paruta (1540–1598) velencei történész és államférfi Guerra di Cipro című leírásában található, ami a lepantói csata lefolyásáról szól. Úgy tűnik, akkoriban még nagyon fiatal település volt, de népessége több ezer lakosával jelentősnek számított, sőt számbelileg még az akkori Athénét is meghaladta. A következő évszázadokban Meszolóngi de facto Velence birtoka vagy legalábbis protektorátusa maradt, s a város és a környező terület uralmával kapcsolatos vita ismételten fegyveres konfliktusok tárgyát képezte, a Serenissima és a Porta közötti erőviszonyoktól függően.

### Velence fennhatósága
A korai századokban a város lakói gyakran a környékre ma is jellemző gólyalábas házakban, úgynevezett piládokban laktak. A várost körülvevő lagúna növekvő feliszapolódásával aztán egyre több ház épült hagyományos módszerekkel. A városi élet gazdasági alapja kezdetben a halászat, a sótermelés és a dohánytermesztés volt, de nem elhanyagolható mértékben a kalózkodás is. A város növekedésével és Velencéhez fűződő szoros kapcsolataival Mesolongi kereskedelmi központként szerzett némi jelentőséget. A velencei korszak virágkorában, 1740 és 1770 között a városnak 75 különböző típusú hajója volt, és Nyugat-Görögország egyik legfontosabb kereskedelmi és hadikikötőjeként tartották számon. Számos európai állam diplomáciai képviseletet tartott itt a 18.században.

### A görög forradalom előtti évek
Velence védnökségének vége 1797-ben, az első koalíciós háború idején jött el, és a váratlan helyzet újabb problémákat jelentett Meszolóngi lakóinak. Miközben a város legalább formálisan arra kényszerült, hogy elismerje III. Szelim szultán fennhatóságát, egyidejűleg a feltörekvő görög nacionalizmus csíráját is érlelte. Emellett a Velencei Köztársaság hanyatlása pszichológiailag is fontos következményekkel járt a görög függetlenség szempontjából: A korábban szintén Velence uralta jón szigetek, amelyek közvetlenül Meszolóngi szomszédságában vannak, a török és orosz fennhatóság alatt Jón-szigeteki Köztársaság (olaszul Repubblica Settinsolare, görögül Επτάνησος Πολιτεία, Eptánisos politía) néven 1800 és 1807 között korlátozott autonómiát kaptak. Ily módon a 15. század óta először jött létre egy legalább részben független görög állam.

## Az 1820-as évek eseményei
Az, hogy a görög szabadságharcosok a Klephten, azaz rablók nevet kapták, nem csak a török hatóságok polemikus terminológiája volt. Valójában az ellenállási csoportok tarka legénységet alkottak, és soraikban korántsem csak szabadságszerető idealisták voltak. Éppen ellenkezőleg, sok görög kisgazda elszegényedett a 18.században az oszmán adminisztráció fokozódó elnyomása és rossz gazdálkodása miatt, és a társadalom peremére szorulva a hegyekbe és a szigetekre vonult vissza, ahol bűnözői eszközökkel is próbált életben maradni. Rövid időn belül azonban a politikailag aktív betyárcsoportok is átvették a szemléletes, fenyegetően hangzó megnevezést.

### Az első ostrom
Alexandrosz Mavrokordatosz (1791-1865) volt 1821-ben a harci cselekmények kitörésekor a felkelők parancsnoka Nyugat-Görögországban. Főhadiszállásának Meszolóngit választotta, mert a város már a velencei uralom idején rendelkezett egy katonai erőddel: a már említett kedvező földrajzi fekvéssel együtt a több tucat ágyúval felszerelt erőd a kezdetben lélekszámban és felszereltségben messze gyengébb görögöknek jól védett hadműveleti bázist biztosított.
A város stratégiai jelentőségét azonban a törökök is felismerték, figyelembe véve a Peloponnészoszon kialakult feszült helyzetet, ami azzal fenyegetett, hogy a felkelők ott veszítenek. 1822. július 20-án (a Julianus naptár szerint)/ augusztus 1-én (a gregorian naptár szerint) a mintegy 80 hajóból álló török-egyiptomi flottakötelék Hasan pasa parancsnoksága alatt elérte a lagúnát. Október 21-én az ostromlók több ezer tengerészgyalogossal rohamot indítottak Meszolóngi sáncai ellen, amelyeket mintegy 850 védő védelmezett, de ez még nem járt sikerrel. A görögök az erőd átadásáról folytatott tárgyalásokat arra használták fel, hogy időt nyerjenek. November 8-án egy kisebb felmentő seregnek hét hajóval tényleg sikerült a török blokádot áttörni.
Az ostromló sereg parancsnoka 1822. december 24-re / 1823. január 5-re egy további támadási időpontot tűzött ki, mert azt remélték, hogy a karácsonyi ünnepek alatt meglephetik. A védők azonban egy árulás révén erről az elképzelésről tudomást szereztek és a terv zátonyra futott. Az ostrom 1822. december 31-én/1823. január 12-én befejeződött.

### A második ostrom
A kudarc, amit a törökök az első ostrom során elszenvedtek, mindkét oldalon a Meszolóngiért folytatott harcnak magas szimbolikus értéket kölcsönzött. A görögök megbízták az itáliai mérnököt, Pietro Coccini-t (görögösítve Petros Kokkinis, más források Michele vagy Michalis keresztnévvel említik) az erőd megerősítésével és helyreállításával, s ennek során további 48 ágyút szereltek fel. Az erőd parancsnoka az egykori porosz tiszt Wilhelm Bellier de Launay
volt. 1825 áprilisában a törökök II. Mahmud szultán parancsára Resit pasa parancsnoksága alatt (a görögök legtöbbször Kiofahis-nak nevezték) egy új ostromot kezdtek, eleinte csak a szárazföld felől. De ismét nem sikerült az Andreas Miaoulis admirális parancsnoksága alatt harcoló görögök ellenállását megtörni. Néhány héttel később Ibrahim pasa vezetésével egy török-egyiptomi flotta elérte a Pátra-öbölt. Az oszmán csapatok nyomasztó túlereje ellenére Meszolóngi védői a kapitulációra vonatkozó minden ajánlatot visszautasítottak. Miaoulis hajói már csak ritkán tudták áttörni az ellenséges blokádot, hogy utánpótlást biztosítsanak; járványok terjedtek az éhező városban.  Sir Frederick Adam, aki az időközben brit fennhatóság alatt álló Jón-szigeteki Köztársaság főmegbízottja volt, hiába fáradozott azon, hogy tűzszünetet eszközöljön ki.
1826 tavaszán az ostromlottak helyzete kilátástalanná vált, úgyhogy április 10-én éjszakára  (virágvasárnap estéjére) az ellenséges gyűrűből egy kitörést határoztak el. A lakosok három mobil híd segítségével kísérelték meg a várost körülvevő árkokat és később a török vonalakat leküzdeni. Azok a polgárok, akik egy gyors meneküléshez túl öregek, betegek vagy legyengültek voltak, elsáncolták magukat a megmaradt lőszerkészletekkel a fegyverraktárban és a város szélmalmaiban. A kitörés tervét azonban elárulták a törököknek, akik így felkészültek és a menekülők között vérfürdőt rendeztek. Csak néhány száz görögnek sikerült a menekülés az ostromgyűrűből, s a városban maradt polgárok a benyomuló hódítókkal folytatott véres utcai harcok után április 12-én a reggeli órákban felrobbantották saját magukat. Meszolóngi védőinek kitörése egy nemzeti mítoszt teremtett, ami ma is része a görög öntudatnak. Az óriási szimbolikus jelentőség, amit az ostrom körüli eseményeknek tulajdonítottak, oda vezetett, hogy görög oldalon sok tényt és számot elferdítettek és erősen eltúloztak, míg a török oldalról kevés adat áll rendelkezésre és a történeti kutatás által nincsenek feldolgozva. Annyi azonban kiderült, hogy 1826 áprilisában körülbelül 10000 ember tartózkodott Meszolóngi falai között, s közülük jó, ha 1000 élte túl a harcokat.

### Négy görögbarát és a „Meszolóngi-mítosz“
A görögök szabadságharca rendkívüli módon mozgósította a közvéleményt a nyugat- és közép-európai országokban és az Egyesült Államokban. A “görögbarátok (filhellének)” mégsem képeztek semmilyen módon egy homogén, társadalmi erőt, s a mozgatórugók is változatosak voltak, amelyek következtében “Görögország  barátainak” vallották magukat. Ők a romantikus korszellemnek köszönhetően, gyakran egészen irreális dicsőséget tulajdonítottak mindennek, ami görög, s politikailag is oly mértékben lettek elkötelezettek, hogy a fiatal férfiak közül több százan Görögországban a felkelők oldalán harcoltak. Németországban Johann Wolfgang von Goethe és I. Ludwig bajor király kiemelkedő filhelének voltak, a Wittelsbach család második fia 1832-ben I. Ottó néven Görögország királya lett. Louis Spohr zeneszerző zenét írt egy háromfelvonásos népszerű tragédiához, melynek a címe “Missolunghi vihar” volt, s szerzője “a hős görögök barátja” megjelöléssel névtelenül írt.

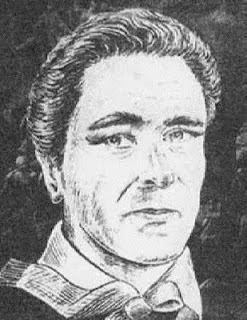
Johann Jakob Meyer
A svájci Johann Jakob Meyer a mai napig egyike Görögországban a legnépszerűbb filhelléneknek. 1798. december 30-án egy orvos gyermekeként született Zürichben, nyugtalan ifjúként többször került konfliktusba környezetének polgárerkölcsi felfogásával. Miután gyógyszerész lett, orvosi tanulmányokba kezdett Tübingenben, de ezzel rövid időn belül felhagyott, mert ismételten nagyon eladósodott. Ez a körülmény azonban nem akadályozta meg abban, hogy a Berni Görögországot Segítő Egyesületnél mint orvos és sebész “Dr. Johann Jakob Meyer Zürichből” néven mutatkozzon be, s ahol számára minden további nélkül a Görögországba utazás költségét kifizették. Oda érkezvén 1822. március 5-én és 6-án Miaoulis parancsnoksága alatt részt vett a patras-I tengeri csatában. Ezután Mesolongiban telepedett le, ahol egy görög nőt vett feleségül, és rövid időn belül tekintélyes polgár lett. Választott hazájában 1824 óta publikált az Ellinika Chronika-ban, az első görög nyelvű újságban. A második ostrom alatt történtekről sok beszámoló közvetlenül Meyertől és az ő újságjától származik. Ezek megítélése azonban nehéz, mivel a svájci a szélhámosságra való hajlamáról volt ismert, annak ellenére, hogy a görög ügyért őszintén küzdött. Meyer halálának körülményei pontosan nem ismertek, az elsők közé tartozott, akik 1826. április 10-én a kitörést megkísérelték. Halála előtt néhány órával írta egy barátjának:
     Büszkévé tesz a gondolat, hogy egy svájci vére, aki Tell Vilmos unokája, vélhetőleg Görögország hőseinek vérével keveredik.
Mesolongi hőseinek parkjában két emlékmű emlékeztet Meyerre, ezzel szemben hazájában, Svájcban a mai napig teljesen ismeretlen.

### Lord Byron

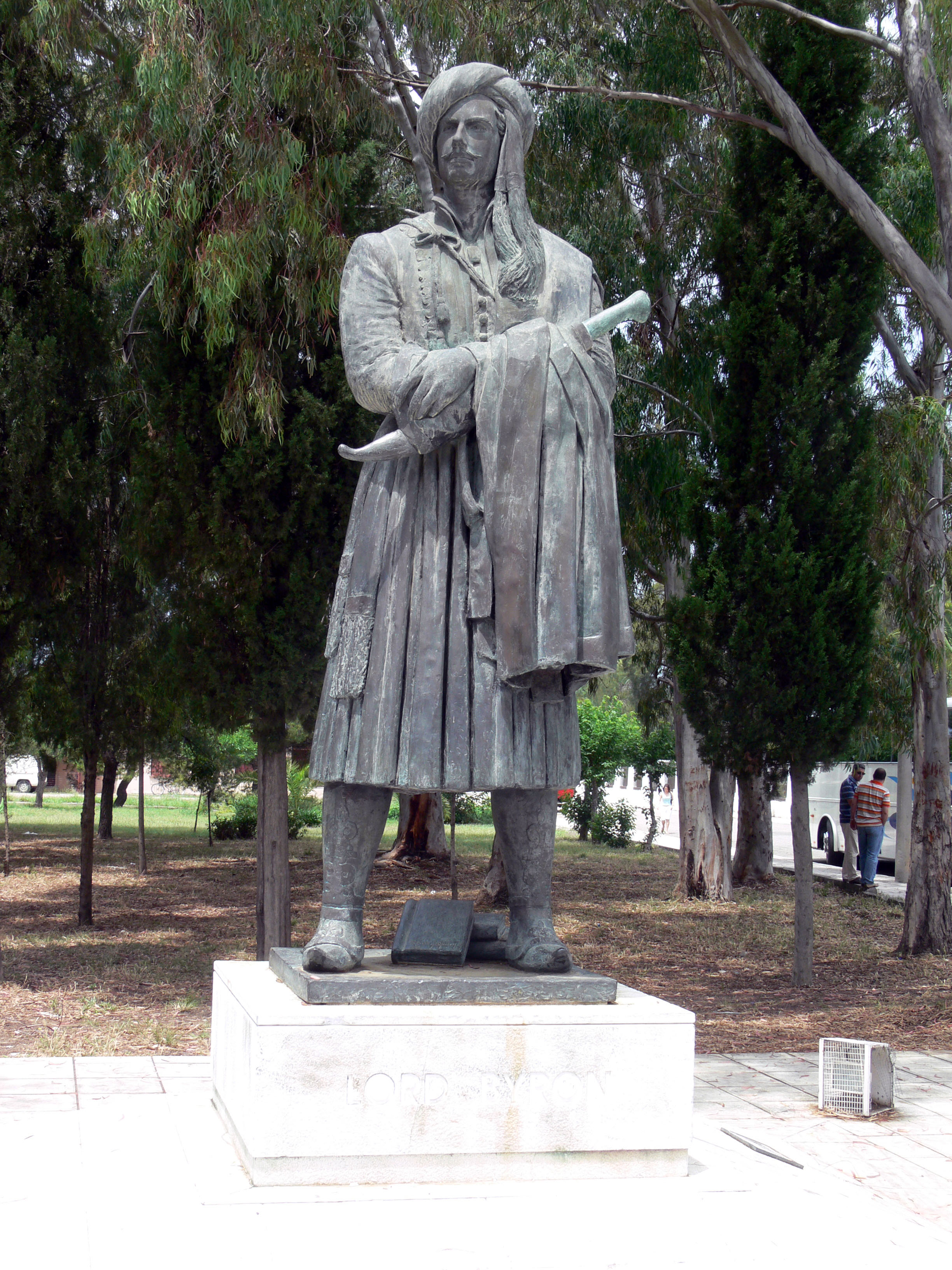
Lord Byron emlékmű a Hősök parkjában

George Gordon Byron, az angol romantika legjelentősebb költőinek egyike – mindenek előtt a fekete romantikának – 1811-ben látogatta meg először Mesolongit. 1823-ban Pisában, ahol egy kis ideig élt, neki, mint az egyik leghíresebb filhellénnek, felajánlották a görög fegyveres erők fővezérségét. Byron ezt elfogadta – bár minden katonai ismeretet nélkülözött – és finanszírozta egy új, görög flottaegység felszerelését. A törökök által Naftakosban birtokolt erőd tervezett bevétele nem sikerült, ezért Byron Mesolongi felé fordult a csapatával, ahol 1824. január 5-én lelkes tömeg üdvözölte. A következő hetekben Byron egészsége gyorsan romlott – vélhetőleg többek között a lagúna egészségtelen klímájában maláriával fertőződött. Az orvosok által rendelt érvágások tovább gyengítették a költő testét, és végül 1824. április 19-én meghalt, anélkül hogy a harcokban valaha is komolyan részt vett volna. Utolsó költeményeinek egyikét 36. születésnapján írta, s ez a következő szavakkal végződik:
    [...] Seek out—less often sought than found—
A soldier’s grave, for thee the best;
Then look around, and choose thy ground,
And take thy rest.
(At Missolonghi, January 22, 1824)
Johann Jakob Meyer később azt állította, hogy barátja Byron az ő kezei között halt meg, egy történet, amit legkevesebb, mint két kortárs igazol. Mégsem lehet határozottan kijelenteni, hogy a svájci állítása a történelmi igazságnak megfelel-e, vagy csak vágyálom szülte anekdota.
Amilyen nagy volt Byron Görögországba érkezésének szimboliku értéke a lakosság számára, olyan megdöbbenéssel reagáltak a felkelők, amikor megtudták leghíresebb és legnagyobb hatalmú szavakkal bíró szimpatizánsuk meglepő halálát. Míg Byron holttestét Angliába szállították, a költő korábban úgy rendelkezett, hogy a szívét Mesolongiban temessék el.

### Eugène Delacroix

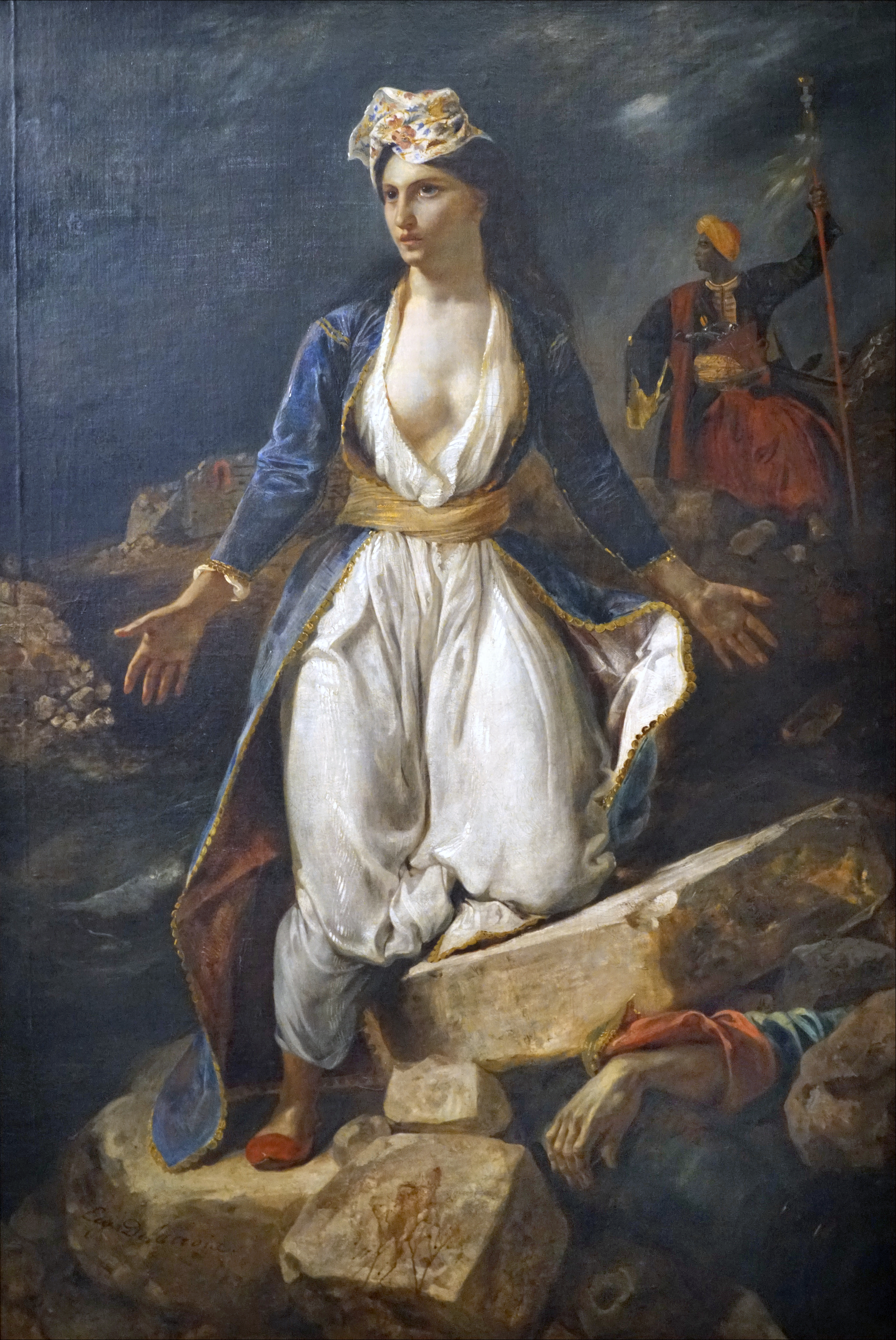
Eugène Delacroix A haldokló Görögország Messolongi romjain (1826) című festménye

Eugène Delacroix festő a filhellének egy másik típusát reprezentálja. A görögországi felkelés drámai eseményei alatt ő nem hagyta el francia hazáját. Delacroix lelkes olvasója volt Byron műveinek, s a fiatal művész nagyrészt ezek hatására fordult a filhellenizmus felé. Bár Delacroix élete során nem járt Görögországban, ám két festménye – A khioszi mészárlás (1824) és A haldokló Görögország Meszolóngi romjain (1826) – a hellének szabadságharcának a jelképévé vált már a képek elkészültekor. A második festmény központi figurája egy görög ruhás fiatal nő, aki tehetetlenül tárja szét a karjait a legyőzött görög nép felé. A lábainál egy szabadságharcos karja látható, akit a lerombolt falak maradványai szétzúztak. A festő ezzel szándékozott bemutatni, hogy milyen körülmények között pusztultak el a város megmaradt lakói. A háttérben egy diadalmas mór zsoldos alakját látjuk, aki a győztes oszmán csapatokat személyesíti meg.
A Haldokló Görögország számos olyan vonást egyesít magában, amelyek jellemzők Delacroix munkásságára. Az elnyomottak melletti kiállás, amiről A khioszi mészárlás szól, itt a fiatal nő allegorikus alakjában talál festői kifejezést, ami ikonografikusan a festő legismertebb képének, A szabadság vezeti a népet-nek („La Liberté guidant le peuple“, 1830, Louvre, Paris)  a legfontosabb előfutárának számít. A franciát a minden „keleti” iránti lelkesedése egész életében végig kísérte. Az ifjú Delacroix életművében meglehetősen szokatlan a jelenet viszonylag nyugodt, visszafogott ábrázolása, amely markáns ellentétben áll sok más 1830 körüli festményének megindító drámájával.

### Wilhelm Müller
Wilhelm Müller (*Dessau, 1794. október 7., Dessau, 1827. október 1.) a maga idejében egy nagyon ismert filhellén volt, aki német nyelvterületen mint költő széleskörű politikai hatást ért el. Görög dalaival nem egyedül állt a szabadságukért harcoló görögök oldalára, de a figyelmet ezekkel különösen az ostromlott Meszolóngira irányította. Emellett tisztelettel adózott az elhunyt Lord Byron emlékének. Ámbár ő maga soha nem volt Görögországban, a görög nép azonban nem felejtette el feltétlen kiállását a görög szabadságért, s emlékére Dessauban egy márvány emlékművet emelt. Müller egyébként mint a Die schöne Müllerin (A szép molnárné) és a Die Winterreise (A téli utazás) dalciklusok írója Németországban ismert, melyeket Franz Schubert zenésített meg. Neki köszönhető egyes népdalok szövege is, mint a Am Brunnen vor dem Tore (A kapu előtt a kútnál) és a Das Wandern ist des Müllers Lust (A vándorlás a molnár kedve).

## A görög függetlenség után
Az európai nagyhatalmak összefogása, például 1827-ben a navarinoi csatában, az 1830-as londoni jegyzőkönyvvel végül a szuverén görög állam megalapításához vezetett. Meszolóngiban a törökök még 1929-ig tartották magukat. Az önálló görög egyház proklamálásával (1833) – melyet a konstantinápolyi pátriárka elismert – a város egy ortodox metropolita székhelye lett. Az új államon belül Meszolóngi már nem játszott jelentős szerepet. A várost hamarosan újraépítették és modernizálták. A modern Meszolóngi a felkelés éveiben történtek emlékét erősen hangsúlyozza. Több múzeum és emlékhely tematizálja a mítosz különféle aspektusait, melyekkel a város Görögországban híressé vált. A virágvasárnap Meszolóngiban az 1826. évi tragédia emlékére nem csak egy vallási, hanem egy nemzeti ünnepnap is. 1996-ban, az 1896. évi első olimpiai játékok 100. évfordulójára, a görög nemzeti olimpiai bizottság támogatásával felépült a hősök parkja, ahol a szabadságharcosok számos emlékművét állították fel, többek között Byron, Meyer és az amerikai filhellének tiszteletére.
Meszolóngi egy sportot szerető város, amely 1896 óta rendszeresen küld atlétákat az olimpiai játékokra és más nemzetközi versenyekre és saját stadionnal rendelkezik. Ezen kívül a város helyt ad az általános képzést nyújtó iskolák mellett néhány szakiskolának (például mezőgazdasági, agrártechnikai és üzleti, s három zenei) is. Meszolóngiban megjelenik három napi- és két hetilap, de az Ellinika Chronika már nincs közöttük. Különösen gazdag a kínálat a spártai zene és tánc területén, mindenek előtt annak tradicionális görög változatában.
Görögország sok más régiójával ellentétben a turizmus mint gazdasági tényező még alárendelt szerepet játszik. A Meszolóngi-lagúna természetvédelmi terület az Európai Unió iránymutatásának megfelelően, ami a fauna és flóra élőhelyekről szól.

## Közlekedés

### Hajózás
Mesolongi kikötője a görög függetlenség után lett modernizálva. A Klisova-lagúna nyugati partja mentén egy hajózható csatorna kapcsolja össze Meszolóngi kikötőjét a Pátra-öböllel és így a Jón-tengerrel. Ez a hajózható csatorna mint Etoliko-csatorna folytatódik Észak felé a lagúnáig és Etoliko településig. Meszolóngi kikötője a város nyugati részén helyezkedik el a félsziget csúcsán. A Meszolóngi-félsziget csúcsát átszeli egy vékony csatorna, ami a kikötőt és a városi parkot a várostól elválasztja. Meszolóngi kikötőjének közlekedési jelentősége Pátra kikötőjéhez képest azonban kicsi.

### Közúti közlekedés
Mint Görögország más részein, itt is a közúti közlekedés a domináns. Meszolóngin át vezet a nemzeti 5. számú főútvonal, ami a nyugat görögországi szárazföld fő közlekedési útvonala. A várost a Pátra-öböl melletti Andírióból kiindulva délkeletről Evinochorin keresztül éri el és északnyugati irányban Agrinio, Amfilochia, Arta és Ioannina felé hagyja el. Majd továbbhalad a Meszolóngi- és az Etoliko-lagúna mentén, és átszeli Klissoura-Pass-t és a Lysimachia-tó déli oldalát. A nemzeti 5. számú főút a város közepén vezet keresztül; az idők során készült egy elkerülő út is, ami a várost keletről kerüli meg. Meszolóngi közigazgatási területén húzódik az európai 55. számú főút is, ami Kefalovrysos településnél csatlakozik az Etoliko-ból jövő nemzeti 5. számúval. Kefalovrysostól északra van a nemzeti 5. számú (európai 853). Az európai 55-ön lehet a görög szárazföld nyugati partját Epiruszban Astakos, Aktio, Preveza, Parga érintésével Igoumenitsa irányában elérni. (Az útvonal neve via Etoliko). 2004-ig a Peloponnészosz teljes közúti forgalma a Río és Andírio közötti szűk szorosban kompokkal bonyolódott; a Río-Andírio-híd megnyitása után Meszolóngiból a Peloponnészoszra egy szilárd, útdíjköteles közlekedési kapcsolat létezik. Ezzel előnyösebb a közúti kapcsolat Athénnel, Pireusszal és Korinthosszal, melyek a híd megnyitásáig a kanyarokkal teli nemzeti 48. számú úton az öböl északi partján Amfissa, Itea, Nafpaktos érintésével Andírio irányában, Meszolóngi felé voltak elérhetőek. A növekvő forgalom tette szükségessé az 5. számú autópálya megépítését, ami Ríótól a Río-Andírio hídon át Meszolóngit keletről megkerülve vezet Amfilochia, Arta és Filippiada érintésével Ioannina felé. Ez az autópálya Meszolóngi belvárosi forgalmának tehermentesítése mellett megteremtette Meszolóngi autópálya kapcsolatát Athén (8. számú ) és Thesszaloniki (2. számú) felé is. Az 5. számú autópálya 2017-ben készült el.

### Légi közlekedés
Meszolóngi nem rendelkezik légikikötővel, de a város keleti részén van egy magán repülőtér. (LG01). Az aszfaltozott felszálló és leszálló pálya 07/25 irányú, 800 méter hosszú és 30 méter széles. A reptér a tengerszint felett 1,5 méter (5 láb) magasan fekszik. A legközelebbi belföldi repülőtér Agrinio repülőterének bezárása után a Preveza (Aktio) repülőtér. A legközelebbi nemzetközi reptér Pátra légikikötője, az Araxos.

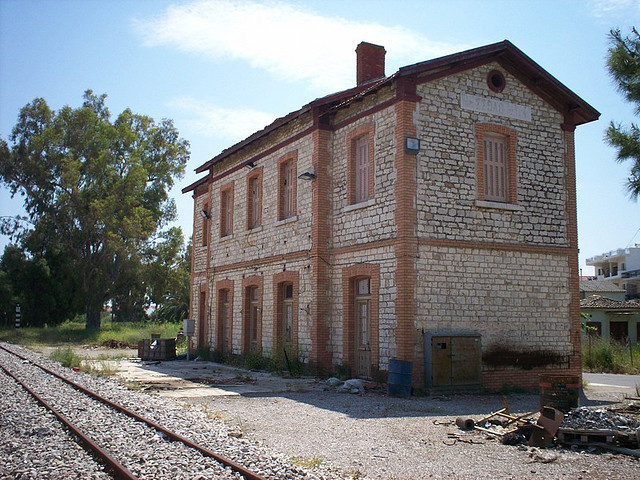
Mesolongi vasútállomás

### Vasúti közlekedés
Meszolóngi 1890-től 1970-ig a keskeny nyomtávú észak-nyugati görög vasút üzemi középpontja volt. A vasút a Korinthoszi-öböl melletti Kryoneri kikötőjétől – ahonnan Pátra felé vasúti komp közlekedett – Agrinio felé vezetett és 61 km hosszú volt. A vasúti pálya és az állomás építéséhez nagyrészt a még megmaradt városfalat lerombolták, meghagyva az úgynevezett Exodus-kaput. 1970-ben a vasútvonal megszüntetésre került, a meghagyott fogadóépületeket kulturális centrummá építették át.
1996-tól a vasutat egészen vagy részlegesen helyreállították, de a munkálatokat 2004-ben leállították, anélkül, hogy az üzembehelyezést újra napirendre került volna. Időközben születtek tervek a normál nyomtávú transzeurópai vasúti hálózat keretében a vonal kiépítésére és Ioannina-ig történő meghosszabbítására.

## Híres emberek
Mesolongiból származik a Trikoupis és a Palamas család.
- Ioannis Trikoupis (*Mesolongi 1750, † Mesolongi 1824) helyi politikus
- Manthos Trikoupis (*ismeretlen, † Mesolongi) fegyveres ellenálló
- Kostandis Trikoupis (*Mesolongi, ismeretlen, † Klisova-lagúna Mesolongitól délnyugatra) fegyveres ellenálló
- Spyridon Trikoupis (*Mesolongi, 1788; † Athén, 1873) politikus (miniszterelnök, külügyminiszter) és diplomata
- Themistoklis Trikoupis (*Mesolongi, 1807; † 1890) fegyveres ellenálló, tiszt
- Charilaos Trikoupis (*Nafplio, 1832. július 11., † Cannes, 1896. március 30.) hétszeres görög miniszterelnök
- Kostandinos Trikoupis (*Mesolongi, 1857;† Athén, 1922) katonatiszt és politikus
- Nikolaos Trikoupis (*Mesolongi, 1869,† 1956) katonatiszt és politikus
- Spyros Trikoupis (*Athén, 1888, Arachova, 1945. január 12.) politikus és író
- Kostandinos S. Trikoupis (*ismeretlen, † Athén, 2002. május 12.) politikus
- Ioannis Loukoudis (*Mesolongi, 1910, † Mesolongi, 1980) orvos és polgármester
- Panagiotis Palamas (*Mesolongi, 1722, † Mesolongi, 1803) tudós, Kostis Palamas költő dédapja
- Epaminondas Deligiorgis (*Mesolongi, 1829; † 1879) politikus, pénzügyminiszter (1877) és hatszoros görög miniszterelnök
- Zinovios Valvis (*Mesolongi, 1800; † Mesolongi 1872 vagy 1886) görög politikus és kétszeres görög miniszterelnök

## Fordítás
Ez a szócikk részben vagy egészben  a   Mesolongi című német Wikipédia-szócikk ezen változatának fordításán alapul.  Az eredeti cikk szerkesztőit annak laptörténete sorolja fel. Ez a jelzés csupán a megfogalmazás eredetét és a szerzői jogokat jelzi, nem szolgál a cikkben szereplő információk forrásmegjelöléseként.